# Citernes sous-arachnoïdiennes
Les citernes sous-arachnoïdiennes (appelées également les citernes subarachnoïdiennes en nouvelle nomenclature) sont une dilatation de l'espace sous-arachnoïdien, cet espace est situé entre l'arachnoïde et la pie-mère. Elles sont situées à la base du crâne, principalement autour du tronc cérébral et elles sont remplies de liquide cérébro-spinal,.
- La citerne pontique (légendée Cisterna pontis en latin)
- La citerne interpédonculaire (légendée Cisterna interpeduncularis en latin)

## Structure
Bien que la pie-mère adhère à la surface du cerveau, en suivant de près les contours de ses gyri et de ses sillons, l'arachnoïde ne couvre que sa surface superficielle, sans s'insinuer au niveau des différents gyri. Cela laisse des espaces larges entre la pie-mère et l'arachnoïde et les cavités sont appelées des citernes sous-arachnoïdiennes.
Bien qu'elles soient souvent décrites comme des compartiments distincts, les citernes sous-arachnoïdiennes ne sont pas vraiment anatomiquement distinctes.  Au contraire, ces citernes sont séparées les unes des autres par une paroi poreuse trabéculée (en) avec des ouvertures de différentes tailles.

## Citernes
Il existe de nombreuses citernes dans le cerveau, dont plusieurs grandes portant leur propre nom. À la base de la moelle épinière se trouve une autre citerne sous-arachnoïdienne : la citerne lombaire qui est le site d'une ponction lombaire. Quelques citernes principales sous-arachnoïdiennes :
- La grande citerne (cisterna magna), appelée aussi la citerne cérébello-médullaire (cisterna cerebellomedullaris) ou encore lac cérébelleux inférieur[4], est la plus grande des citernes sous-arachnoïdiennes. Elle se situe entre le cervelet et la moelle allongée (le bulbe rachidien) et elle reçoit le LCR du quatrième ventricule par l'ouverture médiane du IVe ventricule (le trou de Magendie). La grande citerne contient :

1. l'artère vertébrale et l'origine de l'artère cérébelleuse inféro-postérieure (PICA),
2. les nerfs crâniens suivants: le glossopharyngien (IX), le vague (X), l'accessoire (XI), l'hypoglosse (XII).

- La citerne pontique (cisterna pontis) ou prépontique entoure la face ventrale du pont (la protubérance annulaire) et elle reçoit le LCR par les ouvertures latérales paires (les trous de Luschka). Elle contient :

1. le tronc basilaire et l'origine de l'artère cérébelleuse antéro-inférieure (AICA) ;
2. l'origine des artères cérébelleuses supérieures ;
3. le nerf abducens (VI).

- La citerne interpédonculaire (cisterna interpeduncularis), la citerne intercrurale (cisterna intercruralis), la citerne basilaire (cisterna basalis) ou également lac inter-pédonculaire[5], elle est située au niveau de la base du cerveau entre les deux pédoncules cérébraux du mésencéphale et le dos de la selle turcique, elle est en continuité en bas avec la citerne pontique et en haut avec la citerne opto-chiasmatique. Elle contient :

1. le chiasma optique ;
2. la bifurcation du tronc basilaire ;
3. des segments pédonculaires de l'artère cérébrale postérieure (PCA) ;
4. des segments pédonculaires des artères cérébelleuses supérieures (SCA) ;
5. des branches perforantes de la PCA ;
6. les artères communicantes postérieures (PCoA) ;
7. la veine basilaire (veine basilaire de Rosenthal) ;
8. le nerf oculomoteur (III) qui passe entre les artères cérébrale postérieure et cérébelleuse supérieure.

- La citerne de l'angle ponto-cérébelleux[6] est située dans l'angle ponto-cérébelleux entre le pont et le cervelet. Elle contient :

1. le nerf facial (VII) et le nerf vestibulocochléaire (VIII)
2. L'artère cérébelleuse antéro-inférieure (AICA) ;
3. le nerf trijumeau (V) et la veine pétreuse.

- La citerne supérieure (cisterna superior) est située dorsalement au mésencéphale. De minces extensions de la citerne supérieure qui s'étendent latéralement autour du mésencéphale, la reliant à la citerne interpédonculaire. La citerne ambiante ou ambienne (cisterna ambiens) peut également désigner la combinaison de ces extensions et de la citerne supérieure. Cette citerne est composée d'un compartiment supra-tentoriel et d'un compartiment infra-tentoriel. Elle est limitée par le corps pinéal et le splénium du corps calleux en avant, l’union de la faux du cerveau et de la tente du cervelet en arrière, et les colliculi ventralement. Elle est traversée par la grande veine cérébrale et communique latéralement avec la citerne pontique[7]. On la désigne par plusieurs appellations dont la citerne quadrigéminale et la citerne de la grande veine (cisterna venae magnae cerebri). Elle contient :

1. la grande veine cérébrale,
2. les artères péricalleuses postérieures,
3. la troisième portion des artères cérébelleuses supérieures,
4. des branches perforantes des artères cérébrale postérieure et cérébelleuse supérieure,
5. la troisième portion des artères cérébrales postérieures.

- Sa partie supra-tentorielle contient : La veine basilaire (de Rosenthal), l'artère cérébrale postérieure,
- sa partie infra-tentorielle contient : L'artère cérébelleuse supérieure, le nerf trochléaire (IV).
- La citerne chiasmatique ou opto-chiasmatique ou encore supra-sellaire est un espace sous-arachnoïdien situé à la base du cerveau, dans la région supra-sellaire, en avant du chiasma optique. Elle est traversée par les nerfs optiques et elle communique latéralement avec la citerne de la fosse latérale du cerveau et en arrière avec la citerne interpédonculaire et la citerne de la grande veine cérébrale. Cette citerne est désignée en ancienne nomenclature par différents termes comme le lac préchiasmatique et le confluent antérieur[8].
- La citerne prébulbaire (prespinal bulb cistern en anglais), située entre le clivus de l'os occipital (sur lequel repose le bulbe rachidien) en avant et le bulbe en arrière.
- La citerne crurale est située autour de la face ventro-latérale du mésencéphale. Elle contient :

1. l'artère choroïdienne antérieure,
2. l'artère choroïdienne postérieure médiale,
3. la veine basilaire (de Rosenthal).

- La citerne carotide est située entre l'artère carotide interne et le nerf optique ipsilatéral (c'est-à-dire de même côté). Elle contient :

1. L'artère carotide interne ;
2. L'origine de l'artère choroïdienne antérieure ;
3. L'origine de l'artère communicante postérieure.

- La citerne de la fosse latérale du cerveau (cisterna fossae lateralis cerebri) ou la citerne insulaire[9], elle est située dans la fissure entre les lobes frontal et temporal. Elle est en rapport avec la partie inférieure du sillon latéral et elle communique avec la citerne chiasmatique. Cette citerne est connue sous d'autres termes comme la citerne sylvienne, le lac sylvien (de Sylvius) et le confluent latéral. Elle contient :

1. l'artère cérébrale moyenne,
2. la veine cérébrale moyenne,
3. les veines fronto-orbitales,
4. des collatérales de la veine basilaire.

- La citerne péricalleuse (cisterna pericallosa)[10] se trouve tout au long de la partie supérieure du corps calleux allant du splénium (queue) au genu. Elle rejoint ensuite la citerne de la lame terminale qui la relie à la citerne chiasmatique[11].
- La citerne de la lame terminale (cisterna laminae terminalis) est située juste rostralement par rapport au troisième ventricule. Elle contient :

1. Les artères cérébrales antérieures ;
2. L'artère communicante antérieure ;
3. L'artère de Heubner ;
4. Les artères hypothalamiques ;
5. L'origine des artères fronto-orbitales.

- La citerne lombaire, elle s'étend du cône médullaire (L1-L2) jusqu'au niveau de la deuxième vertèbre sacrée. Elle contient le filum terminal et les racines nerveuses de la queue-de-cheval. C'est à partir de la citerne lombaire que le LCR est retiré lors d'une ponction lombaire.

## Signification clinique
Il est cliniquement significatif que les artères cérébrales, les veines et les nerfs crâniens doivent traverser l'espace sous-arachnoïdien, et ces structures maintiennent leur enveloppement méningé jusqu'à leur point de sortie du crâne[réf. nécessaire].